# Mourazos (La Coruña)
Mourazos o San Jorge de Mourazos (llamada oficialmente San Xurxo de Mourazos) es una parroquia y una aldea española del municipio de Santiso, en la provincia de La Coruña, Galicia.

## Entidades de población
Entidades de población que forman parte de la parroquia:
- Mourazos
- Outeriño (O Outeiriño)
- Sanxurxo (San Xurxo)
- Vide

## Demografía

### Parroquia
| Gráfica de evolución demográfica de Mourazos (parroquia) entre 2000 y 2019 |
|                                                                            |
| Datos según el nomenclátor publicado por el INE.                           |

### Aldea
| Gráfica de evolución demográfica de Mourazos (lugar) entre 2000 y 2019 |
|                                                                        |
| Datos según el nomenclátor publicado por el INE.                       |